# 蒙其·D·魯夫
蒙其·D·魯夫（日语：／ Monkī Dī Rufi */?）是尾田榮一郎創作的日本漫畫《ONE PIECE》的中心人物。外號「草帽小子」，小時候無意中吃下了惡魔果實超人系「橡膠果實」而獲得了身體像橡膠一樣伸縮自如的能力，隨著故事發展揭曉該果實的另一個名字為動物系的「人人果實 幻獸種 尼卡型態」，魯夫以「海賊王」為目標，而搭上了出海冒險之旅，從東海出發前往偉大的航道，尋找傳說中海賊王哥爾·D·羅傑留下的「ONE PIECE」，集結夥伴組成草帽海賊團，他在旅途中結交了許多朋友，也樹立了許多敵人。

## 設計
作者尾田榮一郎在《ONE PIECE》連載10週年的紀念情報志《ONE PARA》中表示，魯夫（Luffy）這名字源自英語「Luff」，意即「逆風航行」，這是他想過最適合船長使用的名字。此外，他也指出魯夫生下來就是運勢非凡的人；只有運氣與實力兼備的人，才能成就豐功偉業。蒙奇·D·魯夫這個角色最早出現於尾田榮一郎1996年刊於少年Jump的短篇漫畫《Romance Dawn》，作品中的魯夫同樣帶著草帽、擁有橡膠果實能力，但眼底下沒有刀疤，招式名稱及草帽旗幟也與之後的設定不同。

## 人物
蒙其·D·魯夫是《ONE PIECE》的中心人物，「D」之一族，草帽海賊團船長兼草帽大船團首領，三大主力之一。是個留著黑色短髮的陽光少年，左眼下方有疤痕，是小時候為了向「紅髮」傑克証明自己的勇敢，自己用小刀刺傷而留下的。其象徵「草帽」是其童年偶像「紅髮」傑克託為保管的（該草帽最早的持有者為哥爾·D·羅傑），故常被稱為「草帽小子」。因為爺爺（海軍本部中將蒙其·D·卡普）曾經進行斯巴達式的訓練，練就了非常頑強的生命力，幼年由於誤食了惡魔果實中的超人系「橡膠果實」從而變成全身從皮膚到血管都能伸縮的橡膠人，隨著故事的發展後揭曉該果實另一個名字為動物系幻獸種「人人果實 尼卡型態」。
個性與「海賊王」哥爾·D·羅傑有許多相似之處，如喜歡宴會、自由自在，身上的霸王色霸氣性質與羅傑相同，媒體記者們也認定他是羅傑的繼承人。性格樂天，非常喜歡吃肉，特別是帶骨頭的肉。胃口奇大，一天以5餐計算，而且還可以同時做很多事情。重視夥伴，但缺乏常識，對航海也沒有概念，有時會把事情越搞越麻煩，總是要船員們幫忙擦屁股。
魯夫一天的睡眠時間只有5小時，屬於睏了就睡，想起床就起床的類型，聽別人說話的時候容易打瞌睡，甚至中途就睡著。因為常自報名字，故不擅長隱密行動，但從來都不反省。夢想成為海賊王，認為「在這片大海上，最自由的人就是海賊王」。為了維護海賊的尊嚴，年幼的魯夫不惜一命的和山賊挑戰。和其他的海賊不同的是，他並不會為了追求財富而無故殺戮，正義心十足但卻討厭被當英雄（因為魯夫認為英雄會把食物分給其他人），而是享受著身為海賊的冒險。口頭禪是「我要成為海賊王」！（日語：海賊王に、おれはなる!），尾田亦曾提到草帽海賊團如果是個大家族，那魯夫就是家中的四男。魯夫在羅賓印象中的花種代表為大波斯菊。

## 能力

### 惡魔果實
魯夫是橡膠果實（人人果實 尼卡型態）的能力者，全身具有橡膠性質，這使他對電擊和多數的物理打擊免疫，可伸長肢體進行攻擊或彈射物體。與所有能力者相同，魯夫無法游泳，觸碰海樓石時會渾身乏力。
除此之外，魯夫運用此特性開發出的招式還包括二檔（ギア2），是以四肢做為泵打氣，強化身體的速度，但使用過久會造成身體負擔。三檔·骨氣球（ギア3 骨風船）是將空氣灌入骨頭，讓身體的一部分巨大化以提升威力，缺點是使用時速度會降低且使用後身體會縮小，魯夫在修行兩年後已克服身體縮小的副作用。四檔·彈跳人（ギア4 筋肉風船）是將空氣吹入肌肉空隙，並藉此產生超凡的破壞力，並可運用彈力在空中飛行。
隨著故事發展到和之國篇後，揭曉了該果實的另一個名字為動物系的「人人果實 幻獸種 尼卡型態」，尼卡本身就擁有橡膠體質，能夠依照幻想的方式來戰鬥，同時讓人們歡笑的解放戰士，也被稱作「太陽神尼卡」，此果實覺醒後能夠賦予更強大的「力量」和「自由」，被認為是世界上最可笑胡鬧的能力，而魯夫將此型態稱作五檔（ギア5）。

### 霸氣
魯夫擁有罕見的霸王色霸氣。在第一部時沒有經過訓練，所以都在無意識的情況下使出，之後由前羅傑海賊團副船長「冥王」席爾巴斯·雷利指導如何掌握，此外魯夫也懂得使用武裝色霸氣、見聞色霸氣，在二年修練期間已擅長運用見聞色霸氣感知生物的情緒。在圓蛋糕島篇經過與卡塔克利苦戰後，被卡塔克利認定魯夫已能把見聞色霸氣鍛鍊到能看見一點未來。和之國篇被「百獸」海道一棒擊敗而深知自己的不足，開始鍛鍊武裝色霸氣，由和之國的豹五郎傳授高階的武裝色霸氣「流櫻」。而後在鬼島和海道的對決中領悟到將霸王色霸氣纏繞在攻擊上，海道對此表示，世界上能做到這點的只有寥寥數人而已。

## 劇中表現

### 第一部
魯夫的故鄉是東海的佛夏村，有段時間，海賊四皇「紅髮」傑克停留在當地，魯夫在那段期間因為誤食紅髮海賊團的戰利品「橡膠果實」（人人果實 尼卡型態）而變成橡膠人，又受傑克影響立志成為海賊。他在17歲時出航，想要徵求10名船員（不包含自己在內）而依序招募到劍士索隆、狙擊手騙人布、廚師香吉士、航海士娜美，他們先後擊敗了巴其、克洛船長、克利克等東方藍的海賊，也在西羅布村獲得海賊船前進梅利號。在可可亞西村戰勝惡龍後，魯夫一行人的行動引起海軍的注意。不久後由騙人布繪製草帽骷髏的旗幟，「草帽海賊團」正式成軍。
進入偉大航道之後，協助阿拉巴斯坦王國公主娜菲鲁塔利·薇薇返國阻止內戰，並揭穿王下七武海克洛克達爾企圖毀滅國家的陰謀，期間在磁鼓島招募到船醫多尼多尼·喬巴，並在戰勝克洛克達爾後，他的前部下妮可·羅賓以考古學家身份加入。而後，他們來到在空中的空島「SKY PIEA」，魯夫打敗了在此地施行恐怖統治的「神」艾涅爾，並終結當地歷經四百年的戰爭。離開空島後，魯夫遭遇海軍本部上將青雉並慘敗。在水之七島及司法島，魯夫了解羅賓的過去，並與她所面對的世界政府爪牙CP9交戰。在戰鬥結束後，前進梅利號終於因不堪長期奔波而損毀，而先前與魯夫為敵的改造人佛朗基也以船匠身份加入，並為魯夫打造新的船千陽號。在恐怖三桅帆船篇中，魯夫打敗王下七武海月光·摩利亞、協助骷髏人布魯克取回他的影子，並讓他加入擔任音樂家。
他們來到夏波帝諸島並準備前往偉大航道後半段，但卻因為觸怒世界貴族「天龍人」，而遭到海軍本部上將黃猿和巴索羅繆·大熊攻擊，並被大熊的能力彈飛、夥伴分散至世界各地。被彈飛的魯夫掉落到亞馬遜百合，結識當地皇帝王下七武海波雅·漢考克。愛上魯夫的漢考克協助魯夫潛入海底大監獄「推進城」拯救即將被處決的義兄「火拳」艾斯。魯夫結識新盟友吉貝爾，一行人逃獄並前往海軍總部馬林福特，並決定和「白鬍子」艾德華·紐蓋特結盟對抗海軍，但艾斯為保護魯夫而被海軍本部上將赤犬所殺，悲痛欲絕以致昏過去的魯夫被帶離戰場。回到亞馬遜百合後，魯夫想起與艾斯的回憶：在紅髮傑克離開佛夏村後，魯夫的爺爺將他托給山賊達坦照顧，那段期間、他和艾斯、薩波結為兄弟；然而在薩波出航的那天卻從山賊口中聽聞薩波被天龍人所殺的消息。在雷利的建議下，魯夫再次回到海軍總部，藉由報紙留下給夥伴兩年後再相見的訊息，在亞馬遜百合附近的露斯卡依納展開為期兩年的修行。

### 第二部

#### 魚人島篇
兩年後，魯夫與夥伴重逢並來到魚人島，遇見吉貝爾，結識了魚人島的人魚公主白星，且擊敗了企圖顛覆魚人島的荷帝·瓊斯和新魚人海賊團，卻與四皇「BIG MOM」夏洛特·莉莉結下樑子。

#### 龐克哈薩特篇
一行人進入新世界後，由於船上的電話蟲接收到緊急求救訊息，因此循著訊號來到龐克哈薩特，在經歷一番風波後，與托拉法爾加·羅結為海賊同盟，最終擊敗凱薩，並以凱薩為人質並前往王下七武海唐吉訶德·多佛朗明哥的國家多雷斯羅薩。

#### 多雷斯羅薩篇
魯夫參加一場競技場比賽，以獲得被當成獎品的艾斯的惡魔果實。期間他發現薩波仍然在世，且是革命軍成員。薩波奪冠後吃下果實，在魯夫等人得知多佛朗明哥的陰謀後，多佛朗明哥企圖殺死所有人，隨後魯夫與多佛朗明哥開戰，並在其它競技場對手的幫助下獲勝。之後這些人也宣示效忠魯夫，草帽大船團正式宣告成軍。

#### 佐烏篇
魯夫等人前往佐烏與先行的船員會合。當地居住名為純毛族的半人動物，因為被海道的幹部「旱災」JACK發動毒氣攻擊而性命垂危，香吉士等人治癒了倖存者。之後，香吉士的過去為他帶來困擾、讓他被迫與魯夫分離。

#### 圓蛋糕島篇
魯夫等人前往圓蛋糕島帶回香吉士，期間魯夫擊敗BIG MOM海賊團甜點三將星的慨烈卡，但隨後在精疲力盡時被BIG MOM海賊團旗下復仇軍團抓住囚禁，爾後被吉貝爾出手相救。經過一番轉折，魯夫和香吉士成功會合，得知香吉士希望回到海賊團的真心話、擔憂被作為人質的哲普等人、希望援救家族兼破壞BIG MOM野心的想法，接受吉貝爾的建議，與卡波涅·培基結成臨時同盟，聯手對抗BIG MOM。在茶會期間，雖然令BIG MOM和預測一樣陷入暴走，卻因BIG MOM的怪叫將火箭炮粉碎而令計劃宣布失敗，魯夫和BIG MOM短暫交手，但很快就戰敗倒地，其後因龍宮城的寶藏被意外引爆，導致蛋糕城倒塌，魯夫等人趁機逃出。但BIG MOM海賊團三將星之首的夏洛特·卡塔克利持續追殺魯夫等人，為了保護夥伴，魯夫進入鏡面世界，和卡塔克利展開殊死戰。雖然施展渾身解數，卻始終居於下風，數度透過布璃叡的能力進出鏡面世界，其後成功因對方陷入混亂而稍微反擊，但很快因對方再度專心而又返回起點，經歷數小時纏鬥後，第一次發動四檔—蛇人形態，和卡塔克利展開最終死鬥。最終雙方均倒地，但又再次爬了起來，卡塔克利問他是不是會回來將「BIG MOM」打倒，魯夫回答：「當然會！我是要成為海賊王的男人！」，而卡塔克利在留下了「那你看到了相當遙遠的未來啊。」這句話後終於力盡倒地。離開前，魯夫將禮帽蓋在卡塔克利的嘴巴上，以遮掩他的臉部。
由於世界經濟新聞社社長摩甘茲的報導，將吉貝爾的加入、擊敗BIG MOM海賊團的兩名將星、組織草帽大船團以及與薩波的義兄弟關係等事件都一併公開於世，亦提及在圓蛋糕島的火戰車海賊團、太陽海賊團、杰爾馬66皆因魯夫的人格魅力而出手幫助，使草帽一夥的成員基本上都安全逃離BIG MOM海賊團的追殺，甚至在報紙將魯夫譽為「第五位海上皇帝」；同時懸賞金額也提高至15億貝里，成為了全世界的焦點新聞。其中海軍方面，海軍本部元帥赤犬對此非常感到不悅，雖然沒有多做評論，但還是嚴正警告別想為非作歹；四皇方面，海道與BIG MOM雙雙震怒、氣炸，促成日後兩皇互相爭奪向魯夫報仇雪恨的權利，汀奇趁機偷笑、認為魯夫被稱做皇帝還太早，至於傑克則是滿心期待與魯夫的再次見面。

#### 和之國篇
魯夫等人終於抵達和之國，因為沿著瀑布逆流而上之際遭遇漩渦而和夥伴失散。遺失生命紙的魯夫遇見險遭百獸海賊團綁架的九里地區女童小玉，出面為其解危，透過玉兒和其師傅天狗山飛徹的口述，得知艾斯和玉兒的約定，還有海道設置的工廠造成和之國水源汙染的問題，遂和小玉的護衛寵物狛千代帶飲用遭汙染的河水中毒的小玉求醫，為了不被敵人認出身份，偽裝成浪人「魯夫太郎」，並擅自帶走飛徹放在家中的妖刀「二代鬼徹」。行動期間和索隆會合，短暫和霍金斯對峙，獲受索隆幫助的茶館老闆娘鶴引領一眾人至破落鎮歇息，卻遭遇赫戴姆的襲擊導致玉兒再度被綁架，最終擊敗赫戴姆救下玉兒，將糧食配給破落鎮居民，隨後趕往御田城，商討討伐海道計畫，同時喝醉變身龍型的海道來襲，以為同伴遇難，魯夫震怒之下用上四檔加以對付，卻被反殺擊倒在地，與尤斯塔斯·基德一同被囚禁。入監後以超乎正常人的恢復，賣力的在牢裡干活，認識了花豹五郎並跟忍者雷藏計劃逃獄。在尤斯塔斯·基德逃獄後，因請花豹五郎吃糰子而被道佛戈發現，並與兩位看守—道佛戈與巴伐奴基對打而被QUEEN以大擂台相撲代替死刑，擂台會有無盡的敵人來襲。雖然QUEEN幫忙解開海樓石手銬，但是被套上了具有斷頭效果的頸圈。基德被抓回後，受到QUEEN的威脅，後來因為BIG MOM來襲的關係，順利救下基德，且頸圈也解開，本來還邀約基德聯手，但被拒絕。接著救下其他囚犯，且順利說服3,500名囚犯討伐海道。
在金色神樂宴會當天出現在刃武港，接著正式登上鬼島，途中遇見海道獨生女大和並幫助她解開手銬，爾後即跟她分開行動，與羅、基德兩位超新星一同對抗海道與BIG MOM兩位海上皇帝，不料向海道單挑時卻被打出鬼島外圍並掉落大海，後被埋伏在海裡的哈特海賊團救治，在醫療期間由大和對抗海道。康復後隨即騎著桃之助重返鬼島再戰海道。然而卻在對決時因為CP0的亂入影響，被海道以「咆雷八卦」擊中而倒下，之後海道離開屋頂打算解決討伐軍，同時倒下的路飞面带笑容身体有了變化，而這正是路飞的覺醒型態—太陽神尼卡，覺醒後的路飛將海道拉回鬼島頂端，與海道展開最終決戰，以「橡膠猿神槍」將海道徹底擊敗，後因精疲力盡從空中墜落，被大和及時救起並交由喬巴照顧。在慶祝宴會上經由基德得知自己和「小丑」巴其取代了「百獸」海道及「BIG MOM」夏洛特·莉莉成為新的「四皇」，頓時感到震驚。隨著兩人的垮台，三人的合作關係也到此結束，回歸競爭對手的關係，他們在常影港以抽籤方式決定未來的航行方向，根據抽籤結果，魯夫將駛往東南方而去。在將海賊旗贈予桃之助，讓和之國作為自己的地盤後，下令全團出發。

## 其他媒體
- 2023年影集《ONE PIECE》，由伊納基·戈多伊飾演

## 備註
1. ↑  詹雅菁曾在2005年時因肺部動手術而休養一陣子，休養期間的配音角色由錢欣郁接替，錢欣郁代演劇場版動畫前4部及特別篇前2部。
2. ↑  該草帽繼承自當年的「海賊王」哥爾·D·羅傑，象徵他們也繼承了「追尋自由的精神」。
3. ↑  在動畫中電視版還未播出時，提前在於劇場版《航海王劇場版：紅髮歌姬》使用五檔。
4. ↑  作者於單行本92卷證實魯夫叼著長牙籤的造型，是參考了1972年的日本武俠電影「木枯紋次郎（日语：木枯し紋次郎）」。